# Râul Valea Arșiței
Râul Valea Arșiței este un curs de apă, afluent al râului Dâmbovița. 